# Leobordea lanata
Leobordea lanata är en ärtväxtart som först beskrevs av Carl Peter Thunberg, och fick sitt nu gällande namn av B.-e.van Wyk och Boatwr.. Leobordea lanata ingår i släktet Leobordea och familjen ärtväxter. Inga underarter finns listade i Catalogue of Life.